# Milan Babić
Milan Babić (cyr. Милан Бабић; ur. 28 lutego 1956 w Kukarze, zm. 5 marca 2006 w Scheveningen) – przywódca Serbów chorwackich, prezydent Republiki Serbskiej Krajiny, skazany za zbrodnie przeciw ludzkości.
Były członek Ligi Komunistów Chorwackich, uzyskał zawód dentysty. W 1989 objął kierownictwo centrum zdrowia w Kninie, stolicy Krajiny. W 1990 wstąpił do Serbskiej Partii Demokratycznej działającej w Chorwacji, po śmierci Jovana Raškovicia w 1992 stanął na jej czele. W latach 1990–1994 pełnił funkcję burmistrza Knina.
W lipcu 1990 został przewodniczącym Serbskiej Rady Narodowej. Po proklamowaniu Serbskiego Okręgu Autonomicznego Krajina (z zamiarem oderwania się od Chorwacji) stanął w kwietniu 1991 na czele Rady Wykonawczej i objął resorty spraw wewnętrznych i obrony, a w maju 1991 został prezydentem i szefem rządu tego regionu autonomicznego. Funkcję prezydenta zachował także w proklamowanej w grudniu 1991 Republice Serbskiej Krajiny. W okresie pełnienia przez niego wiodących funkcji doszło w Krajinie do aktów zbrodni przeciw ludzkości. Uważany za sojusznika Slobodana Miloševicia, popadł z nim w konflikt na tle stosunku do planu pokojowego zgłoszonego przez specjalnego wysłannika Narodów Zjednoczonych Cyrusa Vance’a. W lutym 1992 Babić stracił stanowisko prezydenta.
W kolejnych latach pozostał we władzach republiki, ale na mniej eksponowanych stanowiskach (był ministrem spraw zagranicznych od kwietnia 1994) i z mniejszym wpływem na bieżące wydarzenia. Krótko przed upadkiem Republiki Serbskiej Krajiny został premierem (od lipca do sierpnia 1995). W grudniu 2002 zeznawał w procesie Slobodana Miloševicia jako świadek oskarżenia.
Wkrótce sam stanął przez Międzynarodowym Trybunałem ds. byłej Jugosławii w Hadze. Podjął współpracę z prokuraturą, dzięki czemu odstąpiono od części stawianych mu zarzutów. Ostatecznie został uznany za winnego zbrodni przeciw ludzkości – prześladowania ludności nieserbskiej w Krajinie, w tym morderstw – i skazany w czerwcu 2004 na 13 lat więzienia (co było wyższym wymiarem kary niż proponowany przez prokuraturę). Karę odbywał w Scheveningen, biorąc udział jako świadek w procesie innego wysokiego przedstawiciela Serbów chorwackich, Milana Marticia (ostatniego prezydenta Republiki Serbskiej Krajiny). W marcu 2006 popełnił samobójstwo, wieszając się w celi.